# 格拉本 (伯恩州)
格拉本是瑞士的城鎮，位於該國中西部，由伯恩州負責管轄，面積3.16平方公里，一半土地是農業用地，海拔高度455米，2011年人口304，人口密度每平方公里96人。